# الکل مالشی
الکل مالشی در حقیقت الکل ایزوپروپیل الکل یا مایعات مبتنی بر اتانول است. الکل مالشی حتی در صورت اتانولی بودن، به دلیل اضافه شدن تلخ کننده‌ها غیرقابل خوردن است.
آن‌ها مایعات هستند که در درجه اول به عنوان یک ضد عفونی کننده موضعی مورد استفاده قرار می‌گیرند. آنها همچنین چندین کاربرد صنعتی و خانگی دارند. اصطلاح مالیدن الکل در انگلیسی آمریکای شمالی یک اصطلاح کلی برای محصولات ایزوپروپیل الکل (ایزوپروپانول) یا اتیل الکل (اتانول) است.
این مایعات اصولاً به عنوان یک ضد عفونی کننده موضعی مورد استفاده قرار می‌گیرند. علاوه بر این، چندین کاربرد صنعتی و خانگی نیز دارند. اصطلاح «الکل مالشی» در انگلیسی آمریکای شمالی، یک اصطلاح کلی برای محصولات ایزوپروپیل الکل (ایزوپروپانول) یا اتیل الکل (اتانول) است.

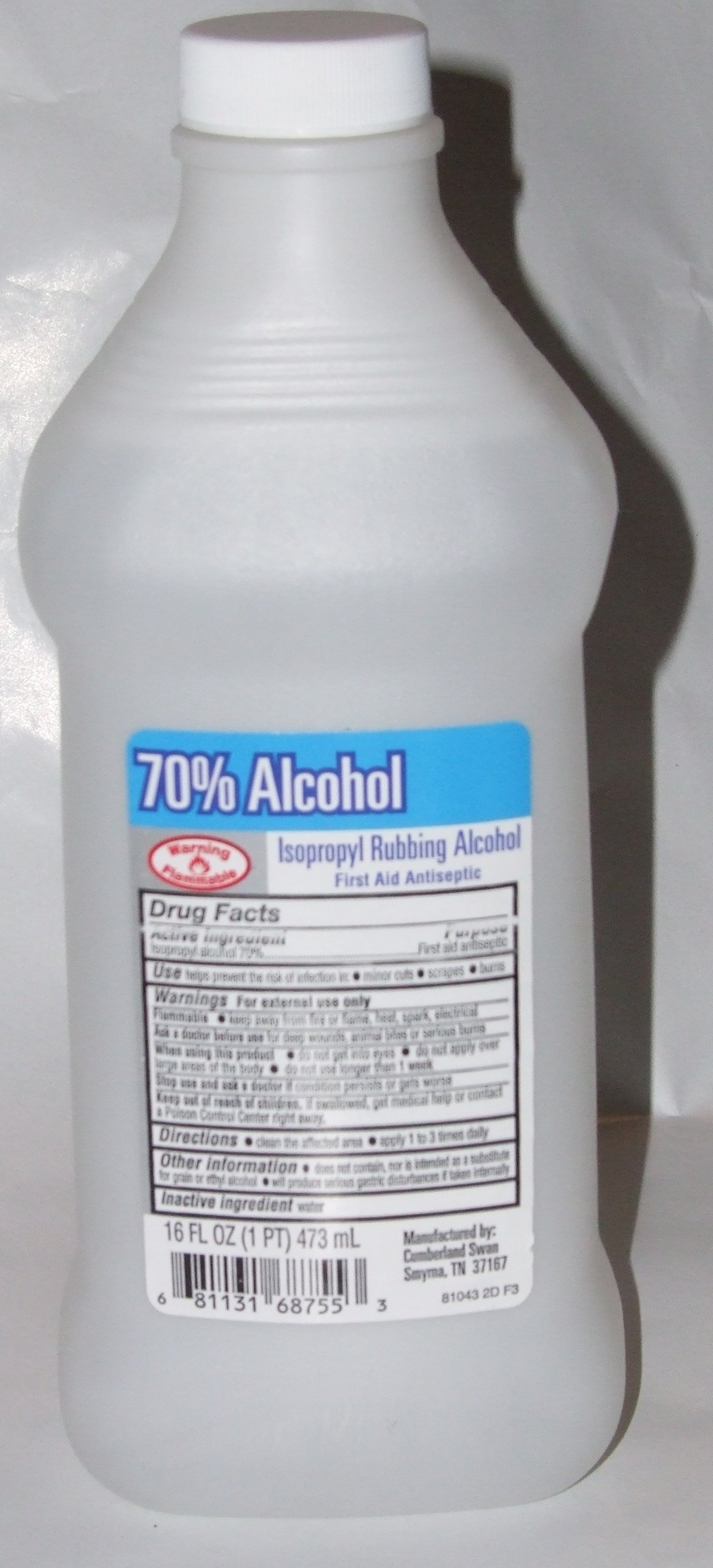
یک بطری الکل مالشی ایزوپروپیل

فارماکوپه ایالات متحده (USP) تعریف "USP الکل مالشی ایزوپروپیل" را بدین صورت بیان می‌کند: ترکیبی شامل حاوی حدود ۷۰ درصد میزان الکل (≈ ۱۲۷º خلوص الکل) از الکل ایزوپروپیل خالص، و "USP الکل مالشی " را ۷۰ درصد میزان الکل غیرطبیعی تعریف می‌کند. یک ترکیب قابل مقایسه در ایرلند و بریتانیا را می‌توان مشروب جراحی B.P. دانست، که فارماکوپه انگلیس آن را ۹۵٪ مشروب متیله شده، ۲٫۵٪ روغن کرچک، ۲٪ دی اتیل فتالات و ۰٫۵٪ متیل سالیسیلات تعریف می‌کند. با یک نامگذاری دیگر تحت عنوان «روغن زمستانِ سبز»، عملاً در محصولات الکلی مالش آمریکای شمالی متیل سالیسیلات را به عنوان یک افزودنی مرسوم به کار می‌برند. تولیدکنندگان عادی مجاز به استفاده از استانداردهای فرمولاسیون شخصی خود هستند، که بر روی برچسب بطری‌های خرده فروشی الکل مالشی محتوای اتانول از ۷۰ تا ۹۹ درصد v/v متغیر است.
تمام الکل‌های مالش برای مصرف انسان ناایمن هستند: الکل‌های مالشی ایزوپروپیل حاوی الکل اتیل مشروبات الکلی نیست. الکل‌های مالش برپایه اتیل از الکل غیرطبیعی به‌دست می‌آیند که ترکیبی از الکل اتیل و یک یا چند تلخ افزودنی کننده است که باعث سمی شدن مواد می‌شود.

## تاریخچه
اصطلاح «الکل مالشی» در اواسط دهه ۱۹۲۰ در آمریکای شمالی پرکاربرد شد. الکل مالشی اصلی به معنای واقعی کلمه به عنوان بالم برای ماساژ استفاده می‌شد. از این رو نام این الکل مالش اصلی با مشروب جراحی دقیقاً فرموله شده امروز متفاوت بود. در برخی فرمولاسیون‌ها معطر بود و شامل مواد افزودنی مختلف، به ویژه غلظت بالاتری از متیل سالیسیلات بوده‌است.
نام «مالش» همچنین تأکید کرد که الکل برای مصرف در نظر گرفته نشده‌است، و این کار جهت ایجاد تمایز در دوره ممنوعیت الکل در ایالات متحده آمریکا است. با این اوصاف، در اوایل سال ۱۹۲۵ تحت عنوان یک الکل جایگزین مستندسازی شده بود.

## خواص
تمام الکل‌های مالشی فرار و قابل اشتعال هستند. الکل مالشی اتیل، طعم بسیار تلخی را به دلیل وجود مواد افزودنی دارد. در دمای ۱۵٫۵۶ سانتی گراد (۶۰٫۰۱ فارنهایت) وزن مخصوص فرمول 23-H بین ۰٫۸۶۹۱ و ۰٫۸۷۷۱ است.
الکلهای مالشی ایزوپروپیل به میزان ۵۰٪ تا ۹۹٪ الکل ایزوپروپیل دارند و بقیه فرمول آن از آب تشکیل شده‌است. نقاط جوش با توجه به نسبت الکل ایزوپروپیل از ۸۰ تا ۸۳ درجه سلسیوس (۱۷۶ تا ۱۸۱ درجه فارنهایت) متفاوت است. به همین ترتیب، نقاط یخ زدگی نیز از −۳۲ تا −۵۰ درجه سلسیوس متفاوت است (۲۶ تا ۲۸ درجه فانهایت). (مشروب جراحی BP در ۸۰ درجه سلسیوس (۱۷۶ درجه فارنهایت) به جوش می‌آید.
این ماده به‌طور طبیعی بی‌رنگ است، و ممکن است حاوی مواد افزودنی رنگی باشند. همچنین ممکن است به جهت اضافه کردن رایحه یا برای اهداف دیگر حاوی مواد افزودنی غیرفعال پزشکی باشند، مانند روغن زمستان سبز (متیل سالیسیلات).

## هشدارها
برچسب‌های محصولات الکل مالشی شامل چندین هشدار در رابطه با مواد شیمیایی موجود، خطر اشتعال پذیری، و استفاده صرف به عنوان یک ضد عفونی کننده موضعی است که شامل استفاده در زخم‌ها یا مصرف داخلی نمی‌شود. به دلیل خطرات استنشاقی آن باید در یک محل دارای تهویه مناسب استفاده شود. مسمومیت می‌تواند ناشی از بلع، استنشاق، جذب شیمیایی یا مصرف الکل مالشی باشد.